# Circondario di Wesel
Il circondario di Wesel (targa WES) è uno dei circondari (Kreis) della Renania Settentrionale-Vestfalia, in Germania.
Appartiene al distretto governativo (Regierungsbezirk) di Düsseldorf. Comprende 9 città e 4 comuni. Il capoluogo è Wesel, il centro maggiore Moers.

## Città e comuni
Fanno parte del circondario tredici comuni di cui nove sono classificati come città (Stadt). Tre delle città sono classificate come grande città di circondario (Große kreisangehörige Stadt) e sei come media città di circondario (Mittlere kreisangehörige Stadt).
(Abitanti al 31 dicembre 2021)
Città
- Dinslaken (grande città di circondario) (67 114)
- Hamminkeln (media città di circondario) (26 900)
- Kamp-Lintfort (media città di circondario) (37 847)
- Moers (grande città di circondario) (103 725)
- Neukirchen-Vluyn (media città di circondario) (27 613)
- Rheinberg (media città di circondario) (30 863)
- Voerde (Niederrhein) (media città di circondario) (35 889)
- Wesel (grande città di circondario) (60 688)
- Xanten (media città di circondario) (21 502)

Comuni
- Alpen (12 528)
- Hünxe (13 611)
- Schermbeck (13 464)
- Sonsbeck (8 689)